# リヨンメトロB線
B線（ベーせん、Ligne B）は、リヨン公共交通機関（TCL）の運営するフランス・リヨンのメトロ（地下鉄）路線の一つ。リヨン近郊北東部ヴィルールバンヌのシャルペンヌ＝シャルル・エルニュ駅と、リヨン近郊南西部サン＝ジュニ＝ラヴァルのサン＝ジュニ＝ラヴァル・オピタル・リヨン・スドゥ駅を結ぶ。1978年に開業。

## 概要
リヨンを南北に貫く、全長9.3kmとD線に次いで2番目に長い路線である。シャルペンヌから南へ、SNCFパール＝デュー駅を経由し、サッカー・フランスワールドカップの会場となったスタッド・ジェルランへ。その後、ウランを通り、サン＝ジュニ＝ラヴァルへ至る路線。
元々はA線の支線として設計されたが、4度の延伸により、独自路線として案内されるようになった。車両はA線と同様に、自動運転のゴムタイヤ式である。全線複線。

B線の路線図

## 歴史
- 1978年4月28日、シャルペンヌ＝シャルル・エルニュ駅（フランス語版）とパール＝デュー＝ヴィヴィエ・マール駅間が開通。
- 1978年5月2日、営業運転開始。
- 1981年9月14日、パール＝デュー＝ヴィヴィエ・マール駅からジャン・マセ駅（フランス語版）間が開通。
- 2000年9月4日、ジャン・マセ駅からスタッド・ドゥ・ジェルラン＝LOU駅（フランス語版）間が開通。
- 2013年12月11日、スタッド・ドゥ・ジェルラン＝LOU駅からウラン駅（フランス語版）間が開通。
- 2022年6月25日、完全自動運転となる。
- 2023年10月20日、ウラン駅からサン＝ジュニ＝ラヴァル・オピタル・リヨン・スドゥ駅（フランス語版）まで延伸された。

## 駅一覧
| 駅名                                                                               | 駅名                               | 接続路線                                                                                               | 所在地                     | 所在地                     |
| ---------------------------------------------------------------------------------- | ---------------------------------- | --- | -------------------------- | -------------------------- |
| シャルペンヌ＝シャルル・エルニュ駅                                                 | Charpennes - Charles Hernu         | メトロ： A線 トラム： 1号線、 4号線                                                                    | ヴィルールバンヌ           | ヴィルールバンヌ           |
| ブロトー駅                                                                         | Brotteaux                          | | リヨン                     | 6区                        |
| パール＝デュー＝ヴィヴィエ・マール駅（ガール・パール＝デュー＝ヴィヴィエ・マール） | Gare Part-Dieu - Vivier Merle      | トラム： 1号線、 3号線、 4号線、 ローヌエクスプレス フランス国鉄：TGV、TER（リヨン・パール＝デュー駅） | リヨン                     | 3区                        |
| プラス・ギシャール＝ブース・ドゥ・トラヴァイユ駅                                   | Place Guichard - Bourse du Travail | トラム： 1号線                                                                                         | リヨン                     | 3区                        |
| サックス＝ガンベッタ駅                                                             | Saxe - Gambetta                    | メトロ： D線                                                                                           | リヨン                     | 3区、7区                   |
| ジャン・マセ駅                                                                     | Jean Macé                          | トラム： 2号線 フランス国鉄：TER（リヨン＝ジャン＝マセ駅）                                             | リヨン                     | 7区                        |
| プラス・ジャン・ジョレス駅                                                         | Place Jean Jaurès                  | | リヨン                     | 7区                        |
| デブール駅                                                                         | Debourg                            | トラム： 1号線、 6号線                                                                                 | リヨン                     | 7区                        |
| スタッド・ドゥ・ジェルラン＝LOU駅                                                  | Stade de Gerland – Le LOU          | | リヨン                     | 7区                        |
| ウラン駅（ガール・ドゥラン）                                                       | Gare d'Oullins                     | フランス国鉄：TER                                                                                      | ウラン＝ピエール＝ベニット | ウラン＝ピエール＝ベニット |
| ウラン・サントル駅                                                                 | Oullins Centre                     | | ウラン＝ピエール＝ベニット | ウラン＝ピエール＝ベニット |
| サン＝ジュニ＝ラヴァル・オピタル・リヨン・スドゥ駅                                 | Saint-Genis-Laval Hôpital Lyon Sud | | サン＝ジュニ＝ラヴァル     | サン＝ジュニ＝ラヴァル     |

- 全線各駅停車、快速運転はない。